# Mosahyc

Schematische Karte des geplanten Netzes

mosaHYc (Akronym aus Moselle-Saar-Hydrogen-Conversion) ist ein geplantes Wasserstoffnetz zwischen Frankreich (Grand Est) und Deutschland (Saarland). Die Inbetriebnahme soll im Jahr 2027 erfolgen (Stand: 2024).

## Planung und Projektpartner
Das Wasserstoffnetz soll eine Gesamtlänge von rund 90 Kilometern aufweisen und zu einem Großteil (70 Kilometer) aus umgerüsteten Erdgasleitungen bestehen. 20 Kilometer Leitung werden neu verlegt. Netzbetreiber sind auf französischem Territorium GRTgaz und auf der deutschen Seite Creos Deutschland. Der luxemburgische Mutterkonzern von Creos, Encevo, ist ebenfalls am Projekt beteiligt. Das Netz mit drei Armen soll zwischen St. Avold, Völklingen, Bouzonville, Dillingen und Perl verlaufen. Es soll zunächst als Inselnetz fungieren und später an das ebenfalls geplante deutsche Wasserstoff-Kernnetz angeschlossen werden.
Das Projekt wird auf deutscher Seite mit 70 Millionen Euro Investitionskosten veranschlagt, von denen 31 Millionen Euro vom Bund und 13 Millionen Euro vom Saarland bezuschusst werden.

## Einspeiser und Abnehmer
Geplante Standorte für die Wasserstoffproduktion sind St. Avold (Kraftwerk Émile-Huchet; Projekt Emil‘Hy), Carling (CarlHYng), Thionville (H2V Thionville), Völklingen (Kraftwerk Fenne; HydroHubFenne), Saarlouis (H2Saar) und Perl. Ein wesentlicher Abnehmer wird nach den aktuellen Planungen die ROGESA sein, die im Rahmen des Projekts Power4Steel eine Direktreduktionsanlage in Dillingen errichten will.

## Geschichte
Das Vorhaben wurde im Jahr 2020 verlautbart. Im Frühjahr 2021 reichten die beteiligten Unternehmen aus mosaHYc und anderen, verwandten Projekten einen Förderantrag beim Bundeswirtschaftsministerium ein, das die EU-Förderung für Wasserstoffprojekte im Rahmen von IPCEI in Deutschland koordiniert. Den grundsätzlichen Zuschlag seitens des Wirtschaftsministeriums erhielt das Projekt im Mai 2021. Im Herbst 2022 gestattete der Bund Creos einen vorzeitigen Maßnahmenbeginn. Nachdem die EU im Februar 2024 mosaHYc endgültig als IPCEI-Projekt aufgenommen hatte, erteilte der Bund im Juli 2024 den Förderbescheid.